# Galatro
Galatro ist eine italienische Stadt in der Metropolitanstadt Reggio Calabria in Kalabrien mit 1444 Einwohnern (Stand 31. Dezember 2023).

## Lage und Daten
Galatro liegt 80 km nordöstlich von Reggio Calabria. Die Nachbargemeinden sind Fabrizia (VV), Feroleto della Chiesa, Giffone, Grotteria, Laureana di Borrello, Mammola, Maropati und San Pietro di Caridà.

## Sehenswürdigkeiten
In der Kirche des Ortes steht eine Statue aus dem 15. Jahrhundert. 